# Teodora (Händel)
Teodora (HWV 68) è un oratorio drammatico in tre atti di Georg Friedrich Händel, su libretto in inglese di Thomas Morell. L'oratorio riguarda la martire cristiana Teodora e la conversione al Cristianesimo del suo amante romano Didimo. La prima fu al Covent Garden Theatre, Londra il 16 marzo 1750.
Non popolare tra il pubblico ai tempi di Handel, Teodora è ormai riconosciuto come un capolavoro ed è talvolta messo in scena come un'opera.

## Contesto, analisi e storia delle esecuzioni
Händel scrisse Teodora durante il suo ultimo periodo di composizione. Aveva sessantaquattro anni quando cominciò a lavorare su di esso, nel giugno 1749. Aveva scritto gli oratori Solomon e Susanna l'anno precedente. Teodora sarebbe stato il suo penultimo oratorio.
Teodora si differenzia dai precedenti due oratori, perché è una tragedia che termina con la morte della protagonista e del suo amante convertito. È anche il solo oratorio drammatico di Händel in inglese a soggetto cristiano.
Thomas Morell (1703-1784) aveva lavorato con Händel prima su vari oratori. Lui e Händel erano buoni amici; il compositore lasciò al librettista 200 sterline nel suo testamento. La fonte di Morell per il libretto era  Il Martirio di Teodora e Didimo (1687) di Robert Boyle, un eminente scienziato e teologo. Prese anche in prestito da Corneille Théodore, Vierge et Martyre.
Händel terminò l'oratorio il 31 luglio 1749, e la prima fu il 16 marzo 1750. Teodora fu un fallimento con il pubblico e rappresentato solo tre volte. Ci sono almeno due spiegazioni per questo. In primo luogo, il tema della persecuzione e del martirio di un santo cristiano potrebbe essere stato anche eliminato dalle narrazioni dell'Antico Testamento alle quali i londinesi erano abituati negli oratori drammatici di Händel. In secondo luogo, un terremoto accaduto circa una settimana prima del debutto aveva fatto fuggire dalla città alcuni dei soliti protettori di Händel. Di tutti i suoi oratori fu quello eseguito meno volte, e ripreso solo una volta nel 1755.

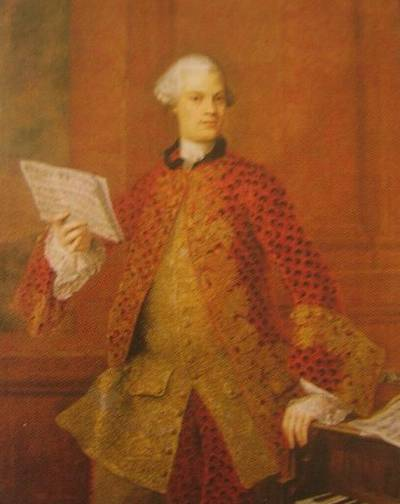
Gaetano Guadagni, primo interprete del ruolo di Didimo in "Teodora"

Alcuni dei mecenati di Händel tuttavia apprezzarono il lavoro. Lord Shaftesbury scrisse in una lettera a un amico
"Non posso concludere una lettera e dimenticare "Teodora". Ho sentito il lavoro tre volte e mi azzardo a definirlo come rifinito, bellissimo e ben costruito, una composizione come mai Händel ha fatto prima. Per mia conoscenza, questo lo ha portato ad un momento altissimo nella composizione. Alla città non piace affatto, ma... diversi musicisti eccellenti la pensano come me. " 
Una delle sostenitrici più fedeli ed entusiaste di Händel, Mary Delany, scrisse a sua sorella Ann dicendo "Non ti ricordi il nostro completo godimento per Teodora? "Sua sorella rispose "Certamente, Teodora avrebbe giustizia alla fine, se venisse nuovamente eseguita, ma la generalità del mondo ha orecchie ma non sente ".
Sono sopravvissute due citazioni di Händel su Teodora. Morell riferisce che Händel avrebbe detto "Gli ebrei non vengono a vederlo, perché è una storia cristiana e le signore non vengono perché è una storia morale." Il collega di Händel Burney ha riportato che, quando due musicisti chiesero biglietti gratuiti per il Messia Händel rispose "Oh, vostro servitore, meine Herren! Voi siete dannatamente delicati! Non avete voluto vedere Teodora, c'era abbastanza spazio per ballare lì, quando è stata eseguita!"
Teodora era allora il preferito di Händel fra i suoi oratori. Il compositore stesso classificò il coro finale del secondo atto, "He saw the lovely youth", "ben oltre" l'Hallelujah del Messiah.
A volte è stata messa in scena come un'opera, in particolare nel 1996 l'acclamata produzione di Peter Sellars al Glyndebourne Festival Opera. Questa produzione, diretta da William Christie, ha avuto come interpreti Dawn Upshaw come Teodora, Lorraine Hunt Lieberson come Irene e David Daniels come Didimo. La trama ha alcuni elementi di un'opera lirica di salvataggio.
Il libretto originale includeva una scena in più in cui Settimio stesso si era convertito al cristianesimo, ma questo non fu mai recepito da Händel, anche se era stampato.
La seconda scena del secondo atto è stata oggetto di diverse revisioni di Händel.

## Ruoli
| Ruolo                                                                  | Voce               | Cast della prima, 31 luglio 1750 |
| ---------------------------------------------------------------------- | ------------------ | -------------------------------- |
| Teodora, una Cristiana di nobili natali                                | soprano            | Giulia Frasi                     |
| Didimo, un ufficiale romano, convertito da Teodora e innamorato di lei | contralto castrato | Gaetano Guadagni                 |
| Settimio, un altro soldato Romano amico di Didimo                      | tenore             | Thomas Lowe                      |
| Valente, Governatore di Antiochia                                      | basso              | Henry Reinhold                   |
| Irene, una Cristiana amica di Teodora                                  | mezzosoprano       | Caterina Galli                   |
| Messaggero                                                             | tenore             |                                  |
| Coro di Cristiani, Coro di Pagani                                      |                    |                                  |

## Trama
LuogoAntiochia
PeriodoIV secolo d.C.

### Atto 1

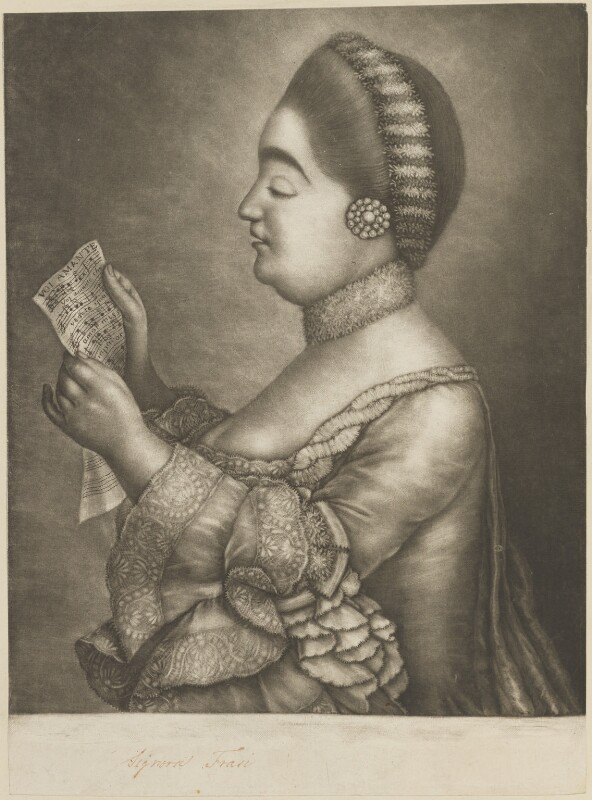
Giulia Frasi, soprano, prima interprete del ruolo di Teodora

Valente, il governatore romano di Antiochia, ha emesso un decreto che in onore del compleanno di Diocleziano tutti i cittadini dovranno offrire sacrifici a Venere, la dea romana dell'amore, e a Flora, dea della fertilità della primavera, pena la morte, e incarica Settimio di far rispettare questo decreto.
Didimo, un soldato segretamente convertito al cristianesimo, chiede che i cittadini le cui coscienze impediscono loro di fare sacrifici agli idoli siano risparmiati, ma Valente rifiuta. Settimio sospetta che Didimo sia un cristiano e afferma la propria fedeltà alla legge, anche se ha pietà di quanti saranno condannati a morire per il decreto e vorrebbe che gli fosse consentito di avere misericordia di loro.
Teodora, una cristiana nobile di nascita e la sua amica Irene pregano in privato con i loro compagni di fede invece di unirsi alla festa per il compleanno dell'imperatore, quando un messaggero porta la notizia del decreto di Valente. Settimio arriva per arrestarli, Teodora si aspetta di essere messa a morte, ma è informata che invece è stata condannata a servire come prostituta nel tempio di Venere. Teodora avrebbe assolutamente preferito morire, ma viene portata via dal tempio. Irene informa Didimo, che va nella speranza di salvarla o morire con lei. Il primo atto si chiude con un coro di cristiani che pregano per il successo della missione.

### Atto 2
All'inizio del secondo atto i pagani si godono la festa in onore dell'imperatore e delle Dee. Valente manda Settimio a dire a Teodora che se lei non si unirà alla festa per la fine della giornata, egli manderà le sue guardie a violentarla. La folla esprime soddisfazione per questa frase. Nel tempio di Venere che serve come un bordello, Teodora è spaventata, ma il suo umore cambia mentre contempla l'aldilà. Didimo confessa al suo amico e ufficiale superiore Settimio che egli è un cristiano e fa appello al suo senso della decenza. Settimio permette a Didimo di visitare Teodora. In un primo momento Teodora prega Didimo di ucciderla e di porre fine alle sue sofferenze, ma invece Didimo la convince a nascondere la sua identità, facendole indossare il suo elmo e la sua uniforme ed a fuggire, lasciando lui al suo posto.

### Atto 3
Come si apre la terza parte i Cristiani celebrano il ritorno di Teodora salva. Tuttavia lei si sente in colpa per aver messo in pericolo la vita di Didimo per salvare la propria. Un messaggero li informa che Didimo è stato catturato e che Valente ha cambiato la punizione di Teodora in pena di morte. Teodora va a offrirsi al posto di Didimo, nonostante le proteste della sua fedele amica Irene. Come Valente ordina di uccidere Didimo, Teodora entra chiedendo di essere uccisa e che Didimo sia salvato. Sia Didimo che Teodora sostengono che essi dovrebbero morire al posto dell'altro. Settimio è commosso da questo e implora clemenza. Valente, però, condanna sia Didimo che Teodora a morte ed essi cantano un duetto sulla loro immortalità.

## Musica e caratteristiche musicali
L'oratorio è composto per 2 sezioni di violini, viole, violoncelli, contrabbassi, 2 flauti, 2 oboi, 2 fagotti, 1 controfagotto, 2 corni, 2 trombe, timpani, clavicembalo, e organo. Un clavicembalo e un violoncello suonano il basso continuo.
La musica di Händel dà "immenso vigore e fascino" ai cori dei romani pagani, presentati nel libretto come persone malvagie gongolanti sopra le torture dei cristiani. Questo è in contrasto con la calma, profonda convinzione della musica per i cori dei cristiani. Il coro He saw the lovely youth, il preferito di Handel fra tutti i cori che ha scritto, descrive Gesù che resuscita dalla morte il figlio della vedova in Luca, capitolo 7. A partire dalle lente e solenni misure in tono minore, la musica passa al tono maggiore quando il giovane torna alla vita e si conclude con gioia, come il ragazzo viene riportato a sua madre.
Il lavoro è notevole per molti passaggi di bellezza esaltata e raggiante, così come per la incisiva caratterizzazione attraverso la musica.
Ci sono tre duetti, l'ultimo è un brano sublime quando Teodora e Didimo muoiono.
Händel usa trombe, corni e tamburi nelle scene romane. I Flauti sono introdotti nella scena della prigione, ma alcune arie sono accompagnate in molto talmente leggero che le pone molto al di sopra del testo.

## Lista dei brani musicali
(Nota: "Sinfonia" in questo contesto significa un pezzo puramente strumentale. "Accompagnato" è un recitativo accompagnato dall'orchestra, piuttosto che dai soli strumenti del basso continuo, come nei passaggi contrassegnati con "recitativo".) Per il testo completo inglese e italiano vedi qui
Atto Uno
Scena 1 Valente, Didimo, Settimio, Coro di Pagani
1. Ouverture
2. Recitativo (Valente) "'Tis Dioclesian's natal day"
3. Aria (Valente) "Go,my faithful servant,go"
4. Coro di Pagani "And draw a blessing down"
5. Recitativo (Didimo, Valente) "Vouchsafe, dread sir"
6. Aria (Valente) "Racks, gibbets, sword and fire"
Scena 2
8. Recitativo (Didimo) "Most cruel edict"
9. Aria (Didimo) "The raptur'd soul"
10.Recitativo (Settimio) "I know thy virtues"
11. Aria (Settimio) "Descend, kind pity"
Scena 3 Teodora, con i Cristiani
12. Recitativo (Teodora) "Though hard, my friends"
13. Aria (Teodora) "Fond, flatt'ring world, adieu!"
14. Recitativo (Irene) "O bright example of all goodness!"
15. Aria (Irene) "Bane of virtue"
16. Coro di Cristiani "Come, mighty Father"
Scena 4 Enter Messenger
17. Recitativo (Messenger, Irene) "Fly, fly, my brethren"
18. Aria (Irene) "As with rosy steps the morn"
19. Coro di Cristiani "All pow'r in Heav'n above"
Scena 5 Enter Settimio
20. Recitativo (Settimio) "Mistaken wretches!"
21. Aria (Settimio) "Dread the fruits of Christian folly"
22. Recitativo (Teodora, Settimio) "Deluded mortal!"
23. Accompagnato (Teodora)"Oh, worse than death indeed!"
24. Aria (Teodora)"Angels, ever bright and fair"
Scena 6 Enter Didimo
25. Recitativo (Didimo, Irene) "Unhappy, happy crew!"
26. Aria (Didimo) "Kind Heav'n"
Scena 7
27. Recitativo (Irene) "O love, how great thy pow'r!"
28. Coro di Cristiani "Go, gen'rous, pious youth"
Atto Due
Scena 1 Valente, and Coro di Pagani
29. Recitativo (Valente) "Ye men of Antioch"
30. Coro di Pagani "Queen of summer, queen of love"
31. Aria (Valente) "Wide spread his name"
32. Recitativo (Valente) "Return, Settimio, to the stubborn maid"
33. Coro di Pagani "Venus laughing from the skies"
Scena 2 Teodora, in her Place of Confinement
34. Symphony
35. Recitativo (Teodora) "O thou bright sun!"
36. Aria (Teodora) "With darkness deep"
37. Symphony
38. Recitativo (Teodora) "But why art thou disquieted, my soul?"
39. Aria (Teodora) "Oh, that I on wings could rise"
Scena 3 Didimo and Settimio
40. Recitativo (Didimo, Settimio) "Long have I known thy friendly social soul"
41. Aria (Settimio) "Though the honours"
42. Recitativo (Didimo, Settimio) "Oh, save her then"
43. Aria (Didimo) "Deeds of kindness to display"
Scena 4 Irene, con i Cristiani
44. Recitativo (Irene) "The clouds begin to veil"
45. Aria (Irene) "Defend her, Heav'n!"
Scena 5 Teodora's Place of Confinement
Didimo at a distance, the vizor of his helmet clos'd
46. Recitativo (Didimo) "Or lull'd with grief"
47. Aria (Didimo approaching her) "Sweet rose and lily"
48. Recitativo (Teodora starting,Didimo)"Oh, save me, Heav'n!"
49. Aria (Teodora) "The pilgrim's home"
50. Accompagnato (Didimo, Teodora) "Forbid it, Heav'n!"
51. Duet (Teodora, Didimo) "To thee, thou glorious son of worth"
Scena 6 Irene, con i Cristiani
52. Recitativo (Irene) "Tis night, but night's sweet blessing is denied"
53. Coro di Cristiani "He saw the lovely youth"
Atto Tre
Scena 1 Irene, with the Cristiani
54. Aria (Irene) "Lord, to Thee each night and day"
Scena 2 Enter Teodora, in the habit of Didimo
55. Recitativo (Irene, Teodora discovering herself)"But see, the good, the virtuous Didimo!"
56. Aria (Teodora) "When sunk in anguish and despair"
57. Solo e Coro (Cristiani, Teodora) "Blest be the hand"
Scena 3 Enter Messenger
58. Recitativo (Messenger, Irene, Teodora) "Undaunted in the court stands Didimo"
59. Duet (Irene, Teodora) "Whither, Princess, do you fly?"
60. Recitativo (Irene) "She's gone"
61. Aria (Irene) "New scenes of joy"
Scena 4 Valente, Didimo, Settimio, and Coro di Pagani
62. Recitativo (Valente, Didimo, Teodora, Settimio) "Is it a Christian virtue then?"
Scena 5
63. Aria (Settimio) "From virtue springs each gen'rous deed"
64. Aria (Valente) "Cease, ye slaves, your fruitless pray'r!"
65. Recitativo (Didimo, Teodora) "'Tis kind, my friends"
66. Coro di Pagani "How strange their ends"
67. Recitativo (Didimo, Teodora, Valente) "On me your frowns"
68. Aria (Valente) "Ye ministers of justice"
Scena 6
69. Recitativo (Didimo, Teodora, Settimio) "And must such beauty suffer?"
70. Aria e Duetto (Didimo, Teodora) "Streams of pleasure ever flowing"
Scena 7 Irene, con i Cristiani
71. Recitativo (Irene) "Ere this, their doom is past"
72. Coro di Cristiani "O love divine"

## Registrazioni

### Registrazioni Audio
| Anno | Cast Teodora, Didimo, Irene, Settimio, Valente)                                          | Direttore, orchestra e coro                                                           | Etichetta                             |
| ---- | ---------------------------------------------------------------------------------------- | ------------------------------------------------------------------------------------- | ------------------------------------- |
| 1990 | Roberta Alexander, Jochen Kowalski, Jard van Nes, Hans Peter Blochwitz, Anton Scharinger | Nikolaus Harnoncourt, Concentus musicus Wien, Arnold Schoenberg Chor                  | Teldec Das Alte Werk Cat:2564 69056-4 |
| 1992 | Lorraine Hunt Lieberson, Drew Minter, Jennifer Lane, Jeffrey Thomas, David Thomas        | Nicholas McGegan, Philharmonia Baroque Orchestra, U. C. Berkeley Chamber Chorus       | Harmonia Mundi Cat:HMU907060.62       |
| 1996 | Dawn Upshaw, David Daniels, Lorraine Hunt Lieberson, Richard Croft, Frode Olsen          | William Christie, Orchestra of the Age of Enlightenment, Glyndebourne Festival Chorus | Glyndebourne CD                       |
| 2000 | Susan Gritton, Robin Blaze, Susan Bickley, Paul Agnew, Neal Davies                       | Paul McCreesh, Gabrieli Players, Gabrieli Consort                                     | Archiv Cat:0289 469 0612              |
| 2003 | Sophie Daneman, David Taylor, Juliette Galstian, Richard Croft, Nathan Berg              | William Christie, Les Arts Florissants, Les Arts Florissants                          | Erato Cat:0809274318121               |
| 2012 | Christina Wieland, Franz Vitzthum, Diana Schmid, Knut Schoch, Klaus Mertens              | Joachim Carlos Martini, Frankfurt Baroque Orchestra, Junge Kantorei                   | Naxos Cat:8.572700-02                 |

### Registrazioni Video
| Anno | Cast Teodora, Didimo, Irene, Settimio, Valente                                        | Direttore, orchestra e coro                                                           | Produttore    | Etichetta                            |
| ---- | ------------------------------------------------------------------------------------- | ------------------------------------------------------------------------------------- | ------------- | ------------------------------------ |
| 1996 | Dawn Upshaw, David Daniels, Lorraine Hunt Lieberson, Richard Croft, Frode Olsen       | William Christie, Orchestra of the Age of Enlightenment, Glyndebourne Festival Chorus | Peter Sellars | DVD: Glyndebourne DVD's              |
| 2009 | Christine Schäfer, Bejun Mehta, Bernarda Fink, Joseph Kaiser, Johannes Martin Kränzle | Ivor Bolton, Freiburger Barockorchester, Salzburger Bachchor                          | Christof Loy  | DVD:Naxos Cat:705708 Blu-ray: 705804 |